# Епархия Орлу
Епархия Орлу (лат. Dioecesis Orluana) — епархия Римско-Католической церкви c центром в городе Орлу, Нигерия. Епархия Орлу входит в митрополию Оверри. Кафедральным собором епархии Орлу является церковь Пресвятой Троицы.

## История
29 ноября 1980 года Римский папа Иоанн Павел II издал буллу Nuperius quidem, которой учредил епархию Орлу, выделив её из архиепархии Оверри. В этот же день епархия Орлу вошла в митрополию Оничи.
26 марта 1994 года епархия Орлу вошла в митрополию Оверри.

## Ординарии епархии
- епископ Gregory Obinna Ochiagha (1980 — 2008);
- епископ Augustine Tochukwu Ukwuoma (2008 — по настоящее время).

## Источник
- Annuario Pontificio, Libreria Editrice Vaticana, Città del Vaticano, 2003, ISBN 88-209-7422-3
- Булла Nuperius quidem  (лат.)